# Resolution 1677 des UN-Sicherheitsrates
Mit der Resolution 1677 des UN-Sicherheitsrats wurde beschlossen, das Mandat des Büros der Vereinten Nationen in Timor-Leste (UNOTIL) bis zum 20. Juni 2006 zu verlängern. Die Resolution wurde am 12. Mai 2006 unter Hinweis auf die Resolution 1599 von 2005 verabschiedet.

## Hintergrund
Nach der indonesischen Besatzung von 1975 bis 1999 stand Osttimor zunächst unter UN-Verwaltung. Nach der Entlassung des Landes in die Unabhängigkeit am 20. Mai 2002 blieb die Unterstützungsmission der Vereinten Nationen in Osttimor (UNMISET), später das Büro der Vereinten Nationen in Osttimor (UNOTIL) zur Unterstützung. Sie sollte eigentlich 2006 enden, doch im Frühjahr kam es zu schweren Unruhen, nachdem fast die Hälfte der Verteidigungskräfte Osttimors (F-FDTL) desertierte und mit der Nationalpolizei Osttimors (PNTL) und loyalen Truppen am 28. April eine Schießerei hatte. Dazu marodierten kriminelle Banden durch die Straßen Dilis und es kam zu ethnischen Zusammenstößen in der Landeshauptstadt. 21.000 Menschen flohen aus ihren Häusern.

## Die Resolution

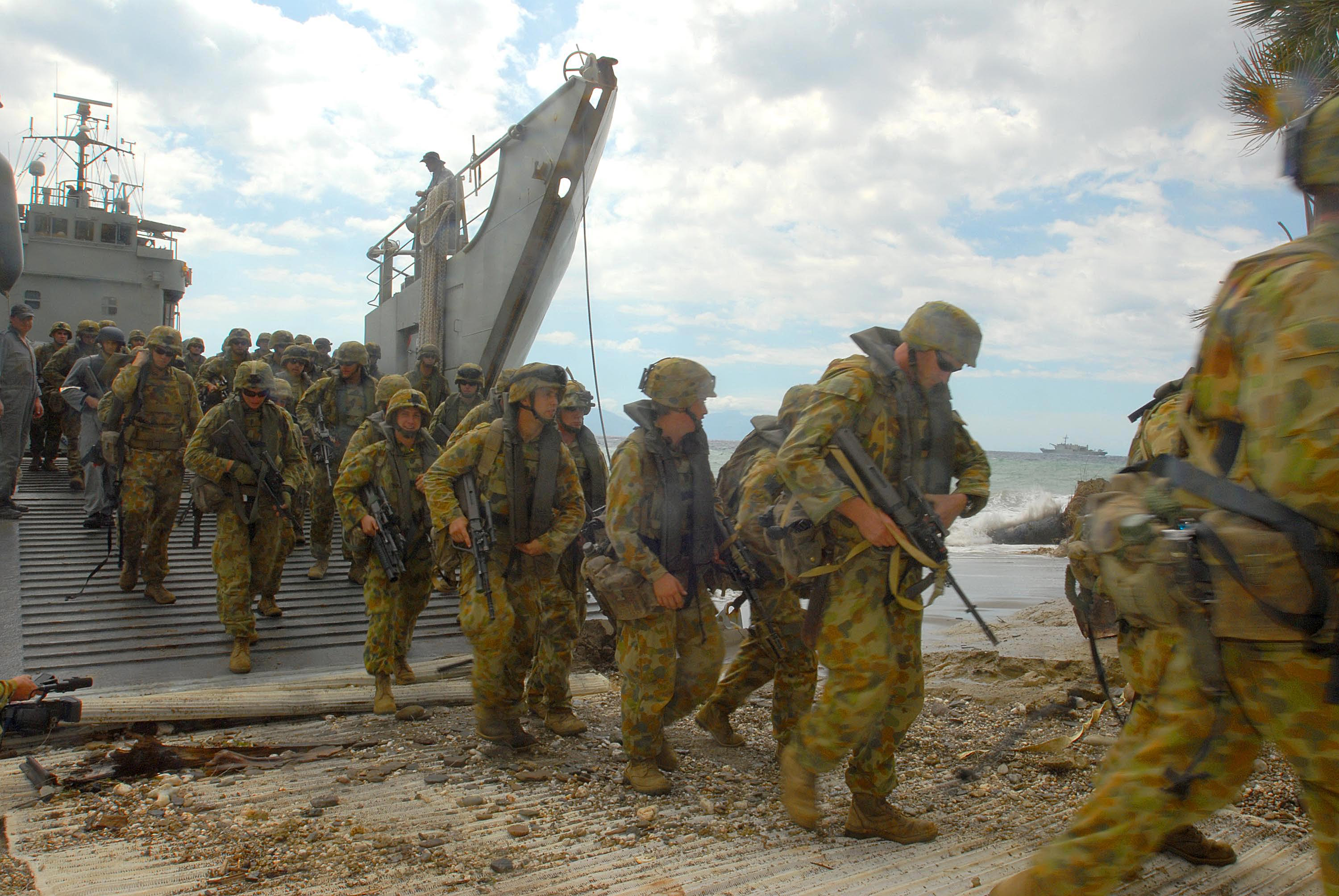
Australische ISF-Soldat landen am 29. Mai 2006 in Dili

Der Weltsicherheitsrat drückte seine tiefe Sorge über die Ereignisse am 28./29. April und der daraus folgenden Situation aus und nimmt die Maßnahmen der Regierung zur Aufklärung der Vorfälle, ihre Folgen und ihre Gründe zur Kenntnis. Der Sicherheitsrat erklärt seine Bereitschaft, sich für die langfristige Stabilität Osttimors einzusetzen. Das Mandat des UNOTIL wurde bis zum 20. Juni 2006 verlängert. Der Generalsekretär der Vereinten Nationen wird beauftragt, den Sicherheitsrat am 6. Juni 2006 über die aktuelle Situation in Osttimor zu berichten und der Rolle der Vereinten Nationen in Osttimor nach Ende des Mandats der UNOTIL, mit Blick auf weitere notwendige Maßnahmen. Die Regierung und andere staatliche Institutionen wurden ermutigt, mit Unterstützung des UNOTIL, während seines Mandates, die Ursachen der Gewalt anzugehen, um eine Wiederholung der Vorfälle zu verhindern. Der Sicherheitsrat beschloss, sich weiter aktiv mit der Angelegenheit zu befassen.

## Folgezeit
Auf Bitten der Regierung Osttimors landeten die ersten von Australien geführten Einheiten der International Stabilization Force (ISF) am 25. Mai 2006 am Flughafen von Dili, um wieder für Ruhe und Ordnung zu sorgen. Premierminister (Osttimor) Marí Alkatiri trat am 26. Juni zurück. Mit der Resolution 1704 des UN-Sicherheitsrates wurde die Integrierte Mission der Vereinten Nationen in Timor-Leste (UNMIT) am 25. August 2006 eingerichtet und ersetzte das UNOTIL.
Die Mission von ISF und UNMIT endeten 31. Dezember 2012.